# Петрозаводськ (аеропорт)
Аеропорт Петрозаводськ або Аеропорт Бєсовець (рос. Аэропорт Петрозаводск, карел. Petroskoin lendoazema) (IATA: PES, ICAO: ULPB) — аеропорт спільного базування у Карелії, Росія розташовано за 12 км на північний захід від Петрозаводська.

## Приймаємі типи повітряних суден
Летовище здатне приймати літаки Іл-76 Т (з частковим завантаженням), Ил-114, Ту-134, Ан-12? Ан-24, Як-40, Як-42, ATR 42, Embraer EMB 120 Brasilia, SAAB 2000, Sukhoi Superjet 100 і більш легкі, гелікоптери всіх типів.

## Авіалінії та напрямки
| Авіакомпанія                             | Пункт призначення    |
| ---------------------------------------- | -------------------- |
| 2nd Arkhangelsk United Aviation Division | Архангельськ, Котлас |
| S7 Airlines                              | Москва-Домодєдово    |

## Ресурси Інтернету
- Офіційний сайт